# Confield
Confield es el sexto álbum del grupo de música electrónica Autechre, lanzado por Warp en 2001.
Las bases de la mayoría de los temas fueron creadas con ordenadores, no obstante, también fueron empleados sintetizadores analógicos y máquinas de ritmo convencionales en varias de las pistas.
Respecto a la crítica especializada, Pitchfork le dio una puntuación de 8.8/10, máxima puntuación otorgada por este medio a un disco de Autechre, mientras que Allmusic.com o Blender lo calificaron con un más moderado 3.0/5.
La portada es una captura de pantalla de un corto de animación creado por los mismos miembros del grupo, Rob Brown y Sean Booth.

## Lista de canciones
| Confield |                      |          |  |
| N.º      | Título               | Duración |  |
| 1.       | «VI Scose Poise»     | 6:57     |  |
| 2.       | «Cfern»              | 6:41     |  |
| 3.       | «Pen Expers»         | 7:08     |  |
| 4.       | «Sim Gishel»         | 7:14     |  |
| 5.       | «Parhelic Triangle»  | 6:03     |  |
| 6.       | «Bine»               | 4:41     |  |
| 7.       | «Eidetic Casein»     | 6:12     |  |
| 8.       | «Uviol»              | 8:35     |  |
| 9.       | «Lentic Catachresis» | 8:29     |  |